# Karrebæk Fjord
Karrebæk Fjord är en grund lagun i Danmark. Den ligger i Region Själland, i den sydöstra delen av landet. Suså och  Næstveds kanal mynnar i Karrebæk Fjord. Den har anslut till Krageholm Strøm.